# Hoàng đương mào hoe
Youngia fuscipappa là một loài thực vật có hoa trong họ Cúc. Loài này được Thwaites miêu tả khoa học đầu tiên năm 1860.